# Свети Георги (Хаджилар)
Вижте пояснителната страница за други значения на Свети Георги.
„Свети Георги“ (на гръцки: Αγίου Γεωργίου) е българска възрожденска православна църква в кукушкото село Хаджилар (Кселокератия), Гърция, част от Поленинската и Кукушка епархия.
Църквата е разположена в северния край на селото. Построена е в началото на XIX век. В архитектурно отношение е типичната за времето базилика.
В 1986 година църквата е обявена за паметник на културата.